# خون یک شاعر
خون یک شاعر (فرانسوی: Le Sang d'un Poète‎) فیلمی در ژانر فانتزی به کارگردانی ژان کوکتو است که در سال ۱۹۳۲ منتشر شد. از بازیگران آن می‌توان به لی میلر اشاره کرد.

## داستان
شاعر (انریکه ریوروس) در موقع نقاشی از اینکه در اثرش دهانی واقعی به‌وجود آمده که حتی نفس می‌کشد، یکه می‌خورد. سعی می‌کند آن را پاک کند، اما دهان به کف دستش منتقل می‌شود. صبح روز بعد دستش را به‌صورت یک مجسمه (لی میلر) می‌کشد، دهان روی آن قرار می‌گیرد و زنده‌اش می‌کند.
در بخش دوم، شاعر متوجه می‌شود که در و پنجره‌های اتاقش ناپدید شده‌اند. مجسمه به او توصیه می‌کند که از راه آینه به «آن طرف» برود و در راهروی هتلی از سوراخ کلیدها اتاق‌ها را نگاه کند. در اتاقی در چارچوب تابلویی مکزیکی مراسم اعدامی را تماشا می‌کند، در اتاقی دختربچه‌ای را که پرواز می‌آموزد، در اتاقی موجودی دو جنسی را و در اتاقی اسرار چین را. در انتهای راهرو، شاعر سلاحی به‌دست می‌آورد و خودکشی می‌کند تا به اتاقش بازگردانده شود و مجسمه را بشکند. با این حال خود به شکل مجسمه درمی‌آید و در «سینه مونتیه» نصب می‌شود.
در بخش سوم، بچه‌مدرسه‌ای‌ها در برف‌بازی از مجسمه‌ای استفاده می‌کنند که انگار از برف ساخته شده است. یکی از بچه‌مدرسه‌ای‌ها با اصابت یک گلوله‌برقی نقش زمین می‌شود. 
در بخش چهارم با عنوان «بی‌حرمتی میزبان»، میدان مجسمه به‌صورت یک صحنه نمایش درمی‌آید و ایوان‌ها به بالکن‌های تئاتر تبدیل می‌شوند. شاعر و یک زن (شبیه به مجسمه اتاق شاعر) ورق‌بازی می‌کنند. شاعر آس دل را پنهان می‌کند، اما فرشته نگهبانی (فرال بنگا) ظاهر می‌شود و پس از ناپدیدکردن جسد بچه‌مدرسه‌ای، ورق را رو می‌کند. با این ترتیب شاعر بازی را می‌بازد و خود را می‌کشد. تماشاگرانی که در بالکن‌ها نشسته‌اند، ابراز احساسات می‌کنند. زن نیز برمی‌خیزد و مثل خوابگردها راه می‌افتد و دوباره مجسمه می‌شود.